# Rocchetta di Piombino
(Agostino Cesaretti, Istoria del Principato di Piombino, 1788)
La Rocchetta era un'antica fortificazione edificata a difesa del primo nucleo urbano di Piombino.

## Storia
Attestata nel XII secolo come turris scopuli («torre della scogliera»), la Rocchetta era in origine una torre di avvistamento realizzata dalla Repubblica di Pisa. Fu ampliata nel corso del XIII secolo, divenendo un càssero dall'accentuata planimetria rettangolare.
Si trovava sull'estremità occidentale dell'attuale Piazza Bovio e venne demolita nel 1920 per far luogo al Faro di Piombino.
La denominazione Rocchetta è documentata almeno dal XVII secolo.